# Cuiugiuc, Constanța
Cuiugiuc (în turcă Kuyucuk) este un sat în comuna Lipnița din județul Constanța, Dobrogea, România. La recensământul din 2002 avea o populație de 238 locuitori.
Pe vremuri satul era recunoscut ca sat albanez. În 1956 comuna a fost independentă, primar fiind Kastriot Skarpari. Între ani 1952 și 1958, cetățenii de origine albaneză, aromână și kvasha au fost deportați către regiunea Timișului, mai exact spre Arad sau Timișoara.